# Mihai Lazăr
Mihăiță Alexandru Lazăr, mai cunoscut ca Mihai Lazăr (n. 3 noiembrie 1986, Iași) este un jucător de rugby în XV profesionist român. Evoluează ca pilier la Grenoble.

## Carieră
A jucat patru ani pentru Poli Iasi, înainte de a pleca la clubul francez CA Saint-Étienne Loire Sud Rugby, care la acel moment evolua în Fédérale 1, primul eșalon valoric din rugby amator în Franța. În sezonul 2010-2011 s-a alăturat clubului Pays d'Aix în Pro D2, al doilea eșalon valoric profesionist francez. Din sezonul 2011-2012 evoluează la clubul de Top 14 Castres Olympique, cu care a fost campion a Franței în 2013. Astfel a devenit cel de-al șaselea rugbist român care cucerește „Scutul lui Brennus”.
A fost selecționat pentru prima dată la echipa națională a României pentru un meci de Cupa Europeană a Națiunilor împotriva Cehiei în 2008. A participat la Cupa Mondială de Rugby 2011, marcând un eseu în meciul cu Scoția. A fost ales din nou la linia întâi la Cupa Mondială de Rugby 2015.
Până în octombrie 2015, a strâns 50 de selecții pentru „Stejari” și a marcat zece puncte, înscriind două eseuri.

## Legături externe
- en  Statistice internaționale[nefuncțională – arhivă]
 pe ESPN Scrum
- fr  Prezentare Arhivat în 29 septembrie 2015, la Wayback Machine. la clubul Castres Olympique
- fr  Statistice de club pe It's Rugby